# محابشه خضراء (روستا)
 محابشه خضراء  (در عربی:  المحابشة الخَضراء )
نام روستایی است در دهستان الُمحابشة از توابع استان حَجّه در کشور یمن در شبه جزیره عربستان.

## جمعیت
جمعیت آن (۷۰) نفر (۸ خانوار) می‌باشد.